# Semiothisa mesembrina
Semiothisa mesembrina là một loài bướm đêm trong họ Geometridae.